# Сімада Томас
Сімада Томас (нар. 10 лютого 1975) — колишній японський тенісист.
Найвищу одиночну позицію світового рейтингу — 477 місце досяг 3 листопада 1997, парну — 40 місце — 24 вересня 2001 року.
Здобув 3 парні титули.
Найвищим досягненням на турнірах Великого шолома було 3 коло в змішаному парному розряді.

## Фінали за кар'єру

### Парний розряд: 6 (3–3)
| Результат | В-П | Дата     | Турнір                                          | Покриття   | Партнер        | Суперники                        | Рахунок       |
| --------- | --- | -------- | ----------------------------------------------- | ---------- | -------------- | -------------------------------- | ------------- |
| Поразка   | 0–1 | Лис 2000 | Санкт-Петербург, Росія                          | Тверде (i) | Майлз Вейкфілд | Деніел Нестор Кевін Ульєтт       | 6–7(5–7), 5–7 |
| Поразка   | 0–2 | Бер 2001 | Делрей-Біч, США                                 | Тверде     | Майлз Вейкфілд | Ян-Майкл Гембілл Енді Роддік     | 3–6, 4–6      |
| Перемога  | 1–2 | Вер 2001 | Шанхай, КНР                                     | Тверде     | Байрон Блек    | Джон-Лаффньє де Ягер Роббі Куніґ | 6–2, 3–6, 7–5 |
| Перемога  | 2–2 | Лип 2002 | Кіцбюель, Австрія                               | Ґрунт      | Роббі Куніґ    | Лукас Арнольд Кер Алекс Корретха | 7–6(7–3), 6–4 |
| Поразка   | 2–3 | Лип 2003 | Відкритий чемпіонат Хорватії з тенісу, Хорватія | Ґрунт      | Тодд Перрі     | Алекс Лопес Морон Рафаель Надаль | 1–6, 3–6      |
| Перемога  | 3–3 | Вер 2003 | Коста-ду-Сауїпе, Бразилія                       | Тверде     | Тодд Перрі     | Скотт Гамфріс Марк Мерклейн      | 6–2, 6–4      |